# Anno Mundi
Anno Mundi (in latino: "nell'anno del mondo"), abbreviato in AM o A.M., indica un'era del calendario il cui istante iniziale o epoca è quello di creazione del mondo secondo una tradizione religiosa, solitamente il racconto biblico della Genesi.
Numerosi studiosi della cronologia biblica hanno cercato di determinare la data della creazione secondo la Bibbia, con risultati non concordanti. Il calendario ebraico moderno e il calendario bizantino utilizzano l'Anno Mundi, ma con un anno iniziale e giorno di capodanno molto diversi.

## Le prime cronografie universali
Nell'età ellenistica diversi studiosi ebrei e pagani cercarono di sincronizzare le cronologie bibliche e greche, datando così anche la creazione, il diluvio, l'esodo e ogni altro evento conosciuto sino ai loro tempi. 
Il primo cronografo noto per questi studi fu Eupolemo, un ebreo contemporaneo e amico di Giuda Maccabeo, che nel 158 a.C. circa scrisse una cronologia delle vicende da Mosè a Davide in accordo con la cronologia del grande cronografo alessandrino Eratostene di Cirene (275-194 a.C.). Numerosi scrittori greci e romani del I secolo a. C. citano cronache, che prendono l'avvio dalla creazione del mondo, mostrando che l'argomento aveva ormai acquisito notorietà e autorevolezza internazionale. 

I loro studi, oggi perduti, furono utilizzati dai Padri della Chiesa e così portati alla nostra conoscenza tramite le citazioni di Taziano il Siro (vivente nel 180), Clemente di Alessandria (morto prima del 215), Ippolito di Roma (morto nel 235), Sesto Giulio Africano di Gerusalemme (morto dopo il 240), Eusebio di Cesarea vissuto in Palestina (260-340), e dello Pseudo-Giustino,

## Le più antiche opere pervenute

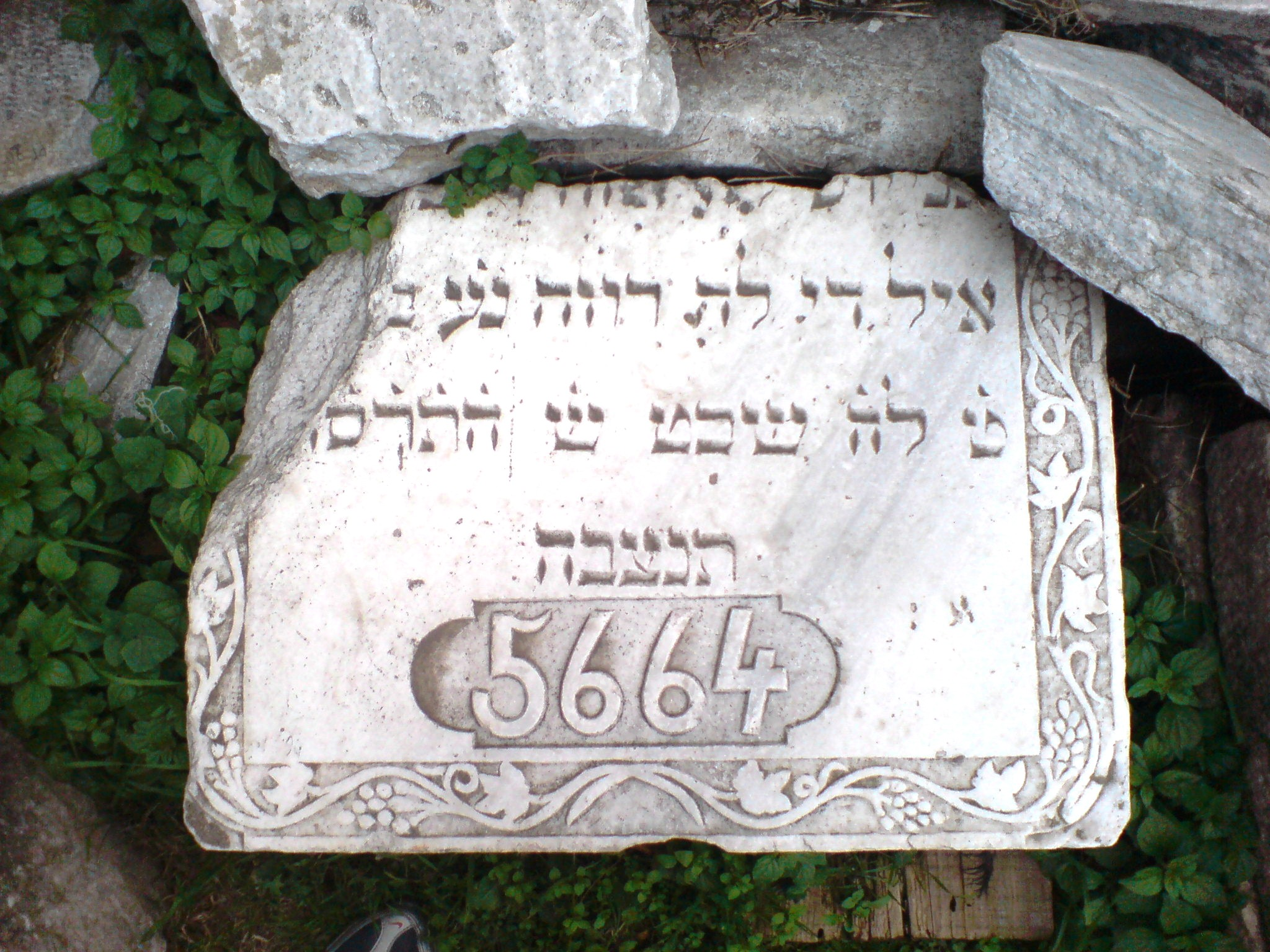
Una lapide tombale ebraica con la cronologia Anno Mundi

Le più antiche opere di cronologia biblica giunte sino a noi furono redatte quasi simultaneamente nel II secolo d.C. da ebrei e cristiani. La data della creazione calcolata dai cronografi ebrei è sempre molto diversa da quella calcolata da autori cristiani perché questi ultimi utilizzavano la versione greca dei Settanta, che corrisponde a un diverso testo ebraico, nel quale le cronologie dei patriarchi antidiluviani sono diverse, accumulando una discrepanza di circa 1500 anni in totale.

### Seder Olam Rabbah
Verso il 160 il rabbino Jose ben Halafta predispose una cronologia, giunta a noi tramite il Seder Olam Rabbah, un'opera a lui attribuita, benché contenente modifiche successive, tanto che è stata anche attribuita a rabbi Johanan, vissuto un secolo dopo. Questa cronologia, basata su un testo biblico proto-masoretico, pone la creazione di Adamo nel capodanno (primo tishri) del 3760 a.C..

### Teofilo di Antiochia
Teofilo di Antiochia (115-181), il sesto vescovo di Antiochia, elaborò nello stesso decennio una propria cronografia esposta nell'Apologia ad Autolycum. Nel 169 egli presentò a Marco Aurelio i propri risultati, basati sulla Bibbia greca dei Settanta, secondo cui la creazione avrebbe avuto luogo 5698 anni prima di allora (cioè nel 5530 a.C.) e sviluppando una dettagliata cronologia degli eventi trascorsi da Adamo a Marco Aurelio stesso .

### Sesto Africano
Pochi decenni dopo cinque libri di cronografia, anch'essi basati sulla Settanta, furono redatti da Sesto Giulio Africano (200-245), ma sono giunti a noi solo in modo frammentario . Sesto Africano calcolò che fra la creazione e l'Incarnazione di Cristo fossero trascorsi esattamente 5500 anni. Creazione ed Incarnazione sarebbero avvenute entrambe in occasione dell'equinozio di primavera, il 25 marzo. I calcoli di Sesto Africano furono seguiti da diversi cronografi successivi, con eventuali correzioni inferiori al decennio. La cronologia universale di Sesto Giulio Africano culminava nella Risurrezione, compendiando in pochi paragrafi i due secoli successivi sino al 221, quando l'opera fu terminata. Essa poneva la croce di Cristo al centro della storia universale ed ebbe una profonda influenza sugli storici successivi e soprattutto su Eusebio di Cesarea, le cui opere da un lato conservarono ampi brani della cronografia di Giulio Africano e dall'altro ebbero una diffusione più ampia, contribuendo così indirettamente all'oscuramento e alla perdita del resto dell'opera.

## Tradizione romana
La chiesa cristiana occidentale non adottò mai il sistema di datazione basato sull'Anno Mundi, usando invece la datazione con l'Anno Domini (AD), anche se l'Anno Mundi continuò ad essere importante per la teologia poiché questa datazione era di diretta rilevanza per il calcolo della data del Giudizio Universale; Beda il Venerabile, ad esempio, nel De Temporum Ratione, ricalcola la data di nascita di Gesù al 3952 AM, "thus postponing the date of the apocalypse over 1200 years to 2048 AD."

## Tradizione musulmana
Né i musulmani, né il Corano hanno mai adottato il sistema di datazione dell'Anno Mundi, usando invece il sistema di datazione basato sull'Egira per il Calendario islamico.

## Curiosità
- Il gruppo hard rock Black Sabbath, proveniente dal Regno Unito, ha inserito il brano Anno Mundi (The Vision) nel suo album Tyr (1990).
- Nel 2009 a Roma è stata fondata una band hard rock chiamata Anno Mundi, tuttora attiva.